# Dobrze, że jesteś (album)
Dobrze, że jesteś – drugi album studyjny polskiego zespołu Bethel. Wydawnictwo ukazało się 27 lutego 2014 roku nakładem wytwórni płytowej Lou Rocked Boys. Nagrania zrealizowano w Custom34. Gościnnie na płycie wystąpiły zespoły Enej oraz Luxtorpeda. W ramach promocji do utworów "We Wanna Fight" oraz "Rzeki" nakręcono teledyski.